# Megalomma heterops
Megalomma heterops är en ringmaskart som beskrevs av Perkins 1984. Megalomma heterops ingår i släktet Megalomma och familjen Sabellidae.
Artens utbredningsområde är Mexikanska golfen. Inga underarter finns listade i Catalogue of Life.